# Игнацево (Подляское воеводство)
Игнацево (пол. Ignacewo) — деревня в Кольненском повете Подляского воеводства Польши. Входит в состав гмины Стависки. По данным переписи 2011 года, в деревне проживало 48 человек.

## География
Деревня расположена на северо-востоке Польши, на расстоянии приблизительно 13 километров к юго-востоку от города Кольно, административного центра повета. Абсолютная высота — 149 метров над уровнем моря. К северу от Игнацево проходит региональная автодорога , к востоку — национальная автодорога .

## История
Согласно «Списку населенных мест Ломжинской губернии», в 1906 году в деревне Игнацево проживало 53 человека (23 мужчины и 30 женщин). В конфессиональном отношении всё население деревни исповедовало католицизм. В административном отношении деревня входила в состав гмины Стависки Кольненского уезда.
В период с 1975 по 1998 годы Игнацево являлось частью Ломжинского воеводства.